# Le Theil, Manche
Le Theil är en kommun i departementet Manche i regionen Normandie i norra Frankrike. Kommunen ligger i kantonen Saint-Pierre-Église som tillhör arrondissementet Cherbourg. År 2018 hade Le Theil 653 invånare.

## Befolkningsutveckling
Antalet invånare i kommunen Le Theil
| Referens: INSEE |